# Adinol

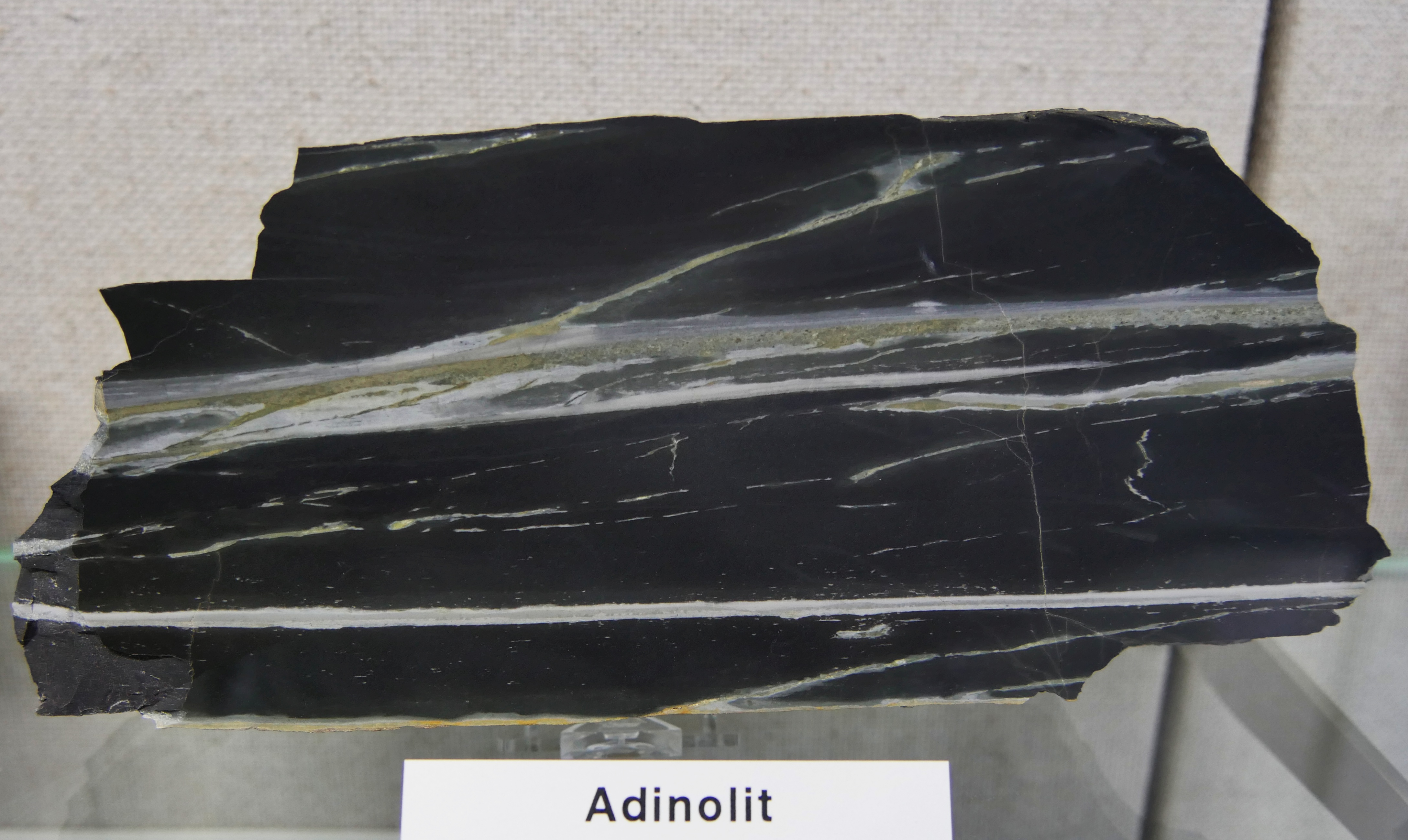
Adinolit aus dem Diabas-Steinbruch Huneberg im Harz

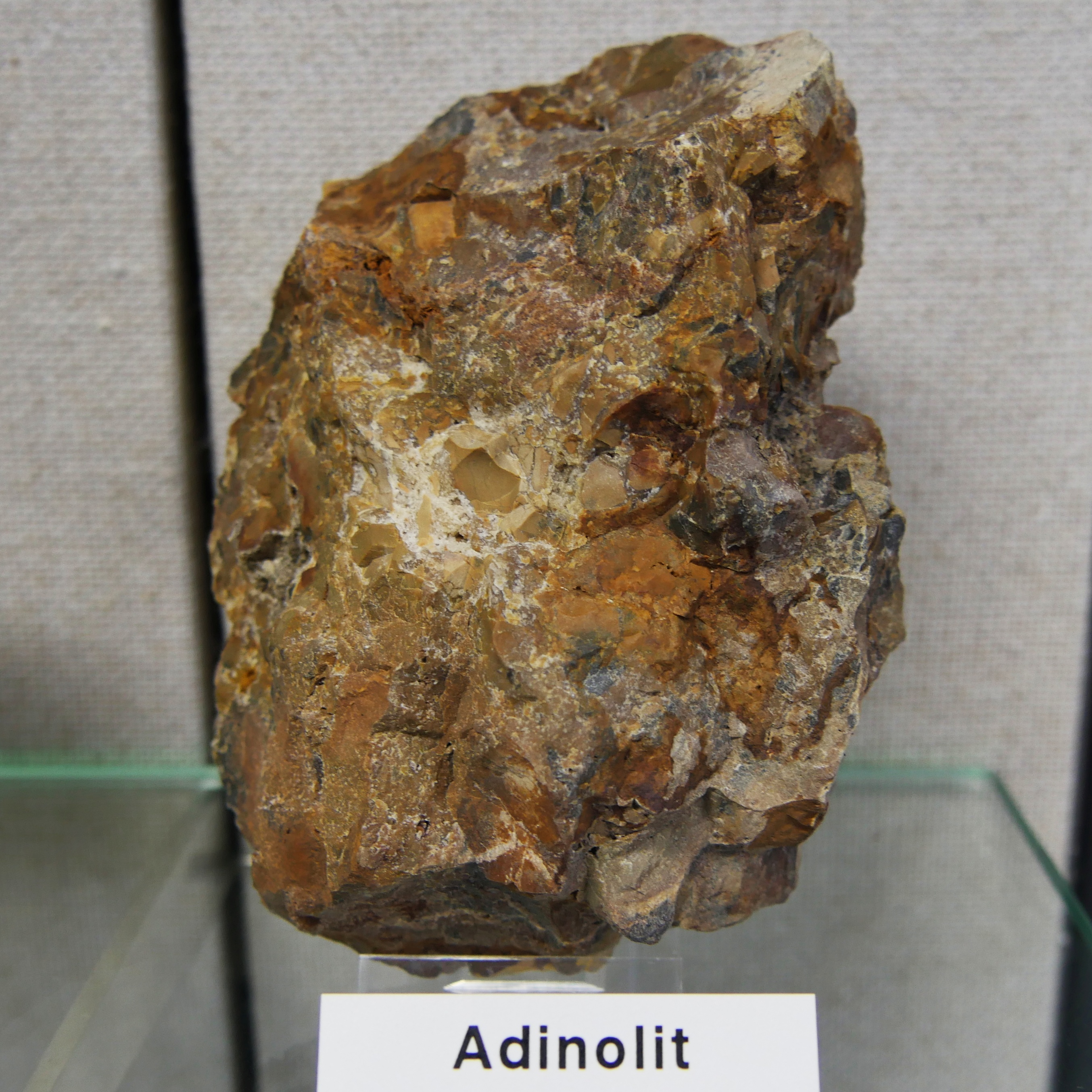
Adinolit aus Bad Linda im Vogtland (beide ausgestellt im Mineralogischen Museum Würzburg)

Als Adinol (auch Adinolit) oder im Plural Adinole, abgeleitet von altgriechisch ἀδινός [ádinós] „sich zusammendrängend, dicht“, werden im Kontakt mit magmatischen Intrusionen durch Metasomatosevorgänge veränderte Tonschiefer oder niedriggradig metamorphe Phyllite bezeichnet, die im Verlauf dieser Vorgänge Natrium und Silizium als Oxide aufnehmen sowie einer thermischen Umkristallisation unterlagen. Im Ergebnis bilden sich farbliche Varianten mit Tönungen von grau über grün bis rot.

## Beschreibung
Als Kontaktkörper sind überwiegend basische Intrusionsgesteine, wie gabbroide Gesteine, Diabase oder Dolerite, an den Bildungsprozessen beteiligt. Die dabei eintretenden geochemischen und strukturellen Veränderungen mit Mineralneubildungen werden als Kontaktmetasomatose, auch „Adinolisation“ (englisch Adinolization) bezeichnet und verkörpern den Na-metasomatischen Prozess. Die so entstandenen Gesteine werden Kontaktadinol (englisch contact adinole) genannt.
Eine zweite Art, die „Tuffartigen Adinole“ (englisch tuffaceous adinoles) haben sich unter anderen Bedingungen gebildet. Das sind lagenweise auftretende Gesteinskörper in metasedimentären Abfolgen, die nicht in Verbindung mit Intrusivkörpern stehen.
Die Adinole bilden dichte, feinkörnige und häufig feingebänderte Gesteine mit splittrigen Frakturen und muscheligen Bruchflächen. Ihre Hauptgemengteile sind Albit (Feldspat) und untergeordnet Quarz. Sie gehören deshalb zu den Feldspatmetasomatiten. Als Nebengemengteile treten verschiedene Minerale auf, von denen einige im Verlauf der Metasomatose entstehen können. Anteilig kommen die Minerale Aktinolith, Chlorite, Epidot, Leukoxen, Muskovit, Titanoxid-Minerale (z. B. Rutil) sowie kohlige Substanzen vor.
Die Zwischenstufe der metasomatischen Umwandlung, bei der Anteile der ursprünglichen Schieferung noch erhalten bleiben, markiert sich in der Ausprägung von gefleckten oder gebänderten Schiefern mit hohem Albit-Gehalt. Diese Ausbildungen wurden in der Vergangenheit als Spilosit oder Desmosit bezeichnet. Diese Alternativnamen sind nach der gültigen IUGS-Definition keine verbindlichen Nomenklaturbezeichnungen mehr.

## Geschichte
Nach Douglas & Fettes (2008) wird die Typlokalität mit Salberg bei Sala in Schweden angegeben. Die wissenschaftliche Erstbeschreibung stammt von Friedrich Hausmann, die 1847 mit seinem Werk Handbuch der Mineralogie erschien, obwohl schon Johann Ludwig Carl Zincken sie 1845 erwähnte. Hausmann vermerkte in seinem Werk:

“Adinole: Mit Quarz innig gemengter Albit. Ohne deutliche Blätterdurchgänge. Der Bruch splittrig, dabei im Großen zuweilen muschlig. Matt, höchstens schimmernd. Durchscheinend, oft nur an den Kanten. Von weißen, grauen, rothen, meist unreinen Farben, besonders fleischroth und daraus in das Ziegelrothe und Röthlichbraune; zuweilen gebändert.”

Der russische Petrograph Franz Loewinson-Lessing beschrieb diese Gesteinsgruppe 1893 in seinem Petrographischen Lexikon wie folgt:

“Adinole – grau- bis gelblich-weisse dichte kieselschieferähnliche, hauptsächlich aus Quarz und Albit bestehende, Contactgesteine, aus Schiefern im Contact mit Diabasen entstanden. Bei deutlich schiefrigem Gefüge werden sie Adinolschiefer genannt.”